# Topolinek (województwo zachodniopomorskie)
Topolinek – osada w Polsce położona w województwie zachodniopomorskim, w powiecie pyrzyckim, w gminie Przelewice.
W latach 1975–1998 miejscowość położona była w województwie szczecińskim.